# Titularbistum Maximianopolis in Palaestina
Maximianopolis in Palaestina  (ital.: Massimianopoli di Palestina) ist ein Titularbistum der römisch-katholischen Kirche.
Es geht zurück auf ein früheres Bistum der antiken Stadt Rimmon in der römischen Provinz Syria Palaestina bzw. in der Spätantike Palaestina secunda im heutigen Israel. Es gehörte der Kirchenprovinz Scythopolis an.
| Titularbischöfe von Maximianopolis in Palaestina |                                   |                                                                                         |                    |                    |
| Nr.                                              | Name                              | Amt                                                                                     | von                | bis                |
| 1                                                | Gaetano Mantegazza B              |                                                                                         | 25. Juni 1778      | 1793               |
| 2                                                | Alexander Cameron                 | Apostolischer Koadjutorvikar, Apostolischer Vikar von Lowland District (Großbritannien) | 19. September 1797 | 7. Februar 1828    |
| 3                                                | Kajetan Kowalski                  | Weihbischof in Gnesen-Posen (Polen)                                                     | 15. April 1833     | 13. Januar 1840    |
| 4                                                | William Walsh                     | Koadjutorbischof von Halifax (Kanada)                                                   | 15. Februar 1842   | 21. September 1844 |
| 5                                                | Aleksander Kazimierz Bereśniewicz | Weihbischof in Žemaitija (Litauen)                                                      | 27. September 1858 | 15. März 1883      |
| 6                                                | Ferdinand Maria Ossi OCD          | Apostolischer Vikar von Quilon (Indien)                                                 | 3. April 1883      | 14. Dezember 1886  |
| 7                                                | Auguste Grimault CSSp             | Apostolischer Vikar von Dakar (Französisch-Westafrika)                                  | 24. Januar 1927    | 18. Juni 1980      |